# Zopyrion
Zopyrion (d. probabil 325 î.Hr.; după alte surse 331 î.Hr.) a fost un general macedonean.
Lăsat guvernator al Traciei de către Alexandru cel Mare la începutul campaniei sale împotriva Imperiului Persan (334 î.Hr.), Zopyrion a pornit cu o armată de cca. 30.000 de oameni într-o expediție de-a lungul litoralului Mării Negre, vizând cucerirea coloniei grecești Olbia de la gurile Bugului. Eșuând în această tentativă, Zopyrion este surprins la întoarcere de importante forțe getice, sprijinite, probabil, și de trupe scitice, care nimicesc întreaga armată macedoneană, însuși Zopyrion găsindu-și moartea pe câmpul de luptă.